# Басса (народ)

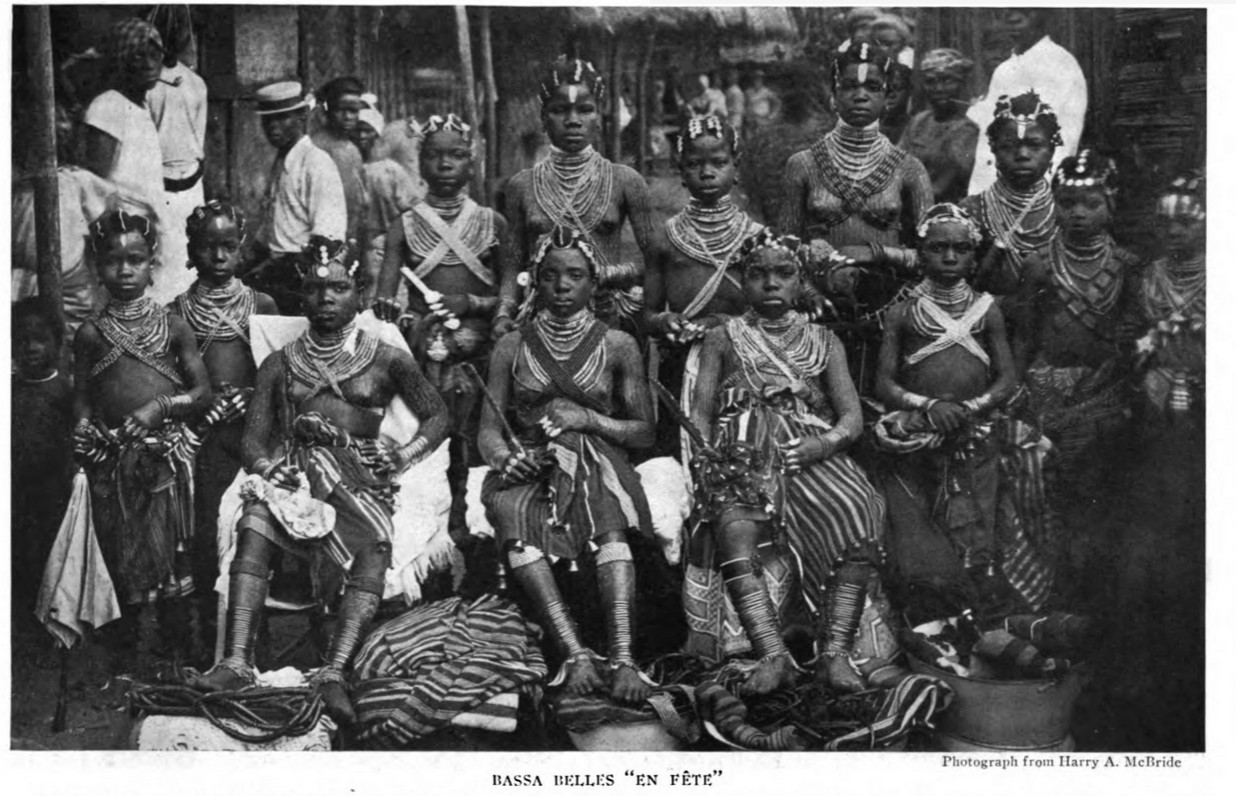
Женщины басса, 1920 г.

Басса — народность в Либерии, проживающая в провинциях Гранд-Басса, Ривер Кесс и Монтсеррадо. Говорят на языке басса, принадлежащему к семье кру нигеро-конголезских языков.
Численность составляет около 350 000 человек (данные на 1991 год). В Сьерра-Леоне проживает около 5000 басса.
Басса имеют свою письменность (см. басса (письмо)), разработанную около 1900 года.
По религиозной принадлежности басса — христиане, сохраняются также местные верования.